# Agapetus jakutorum
Agapetus jakutorum är en nattsländeart som beskrevs av Martynov 1934. Agapetus jakutorum ingår i släktet Agapetus och familjen stenhusnattsländor. Inga underarter finns listade i Catalogue of Life.